# Hierokles (Grammatiker)
Hierokles (altgriechisch Ἱεροκλῆς; lateinisch Hierocles Grammaticus) war ein spätantiker oströmischer Grammatiker und Geograf des 6. Jahrhunderts. Er gilt als Verfasser des Synekdemos (altgr. Συνέκδημος; lat. Synecdemus), einer Auflistung der 64 Eparchieen des Byzantinischen Reiches und 923 Städten unter Justinian I. vor 535 n. Chr. Von der Person des Hierokles ist weiter nichts bekannt.

## Ausgaben
- Ernst Honigmann: Le Synekdèmos d’Hiéroklès et l’opuscule géographique de Georges de Chypre. Editions de l’Institut de Philologie et d’Histoire Orientales et Slaves, Brüssel 1939.
- Hierokles: Hieroclis Synecdemus. Herausgegeben von August Burckhardt. Teubner Verlag, Leipzig 1893.
- Hierokles: Hieroclis Synecdemus. Herausgegeben von Gustav Parthey. Berlin 1866 (Digitalisat).